# 凱恩斯角 (加利福尼亞州)
凱恩斯角（英語：Cairns Corner）是位於美國加利福尼亞州圖萊里縣的一個非建制地區。該地的面積和人口皆未知。

## 地理
凱恩斯角的座標為36°12′45″N 119°08′08″W / 36.21250°N 119.13556°W，而該地的平均海拔高度為106米（即348英尺）。